# Peritonitis infecciosa felina
La Peritonitis Infecciosa Felina (PIF) és una malaltia multisistèmica crònica i mortal causada per un virus de la família Coronaviridae de denominació homòloga, el virus de la Peritoneïtis Infecciosa Felina (VPIF). El VPIF està molt estretament relacionat amb el Coronavirus Entèric Felí, un virus de la mateixa família del qual deriva. Aquesta malaltia té una distribució mundial i afecta tant a fèlids salvatges com a domèstics (encara que s'ha vist que hi ha algunes races que tenen més probabilitats de patir-la), i es dona amb més freqüència en animals joves. La seva morbilitat és baixa i és més freqüent en grups (fins i tot pot arribar a ser endèmic) que en animals aïllats.
La principal font d'infecció és l'oro-fecal. El virus pot arribar a romandre 2 setmanes als excrements amb capacitat infectiva. De tots els fèlids que ingereixen el virus amb capacitat infectiva només un 10% patirà la malaltia. L'animal que ha ingerit el virus comença a secretar el patogen a la setmana, i ho pot fer de forma crònica o esporàdica.

## Epidemiologia
La Peritonitis Infecciosa felina és una infecció que afecta els fèlids, tant domèstics com salvatges. És de les patogènies felines més importants presents, de morbiditat baixa i alta mortalitat. La seva incidència és baixa, tot i que en grups de gats pot arribar al 25%.
El major nombre de casos es troba entre els fèlids menors de 2 anys i els majors d'11, a causa que en aquestes edats la resposta immunitària és menys eficient.. Ambdós sexes són afectats per igual. D'altra banda, sembla haver-hi alguna predisposició racial a presentar la malaltia. Així, les races Siamesa i Angora semblen més susceptibles pel fet que existiria una predisposició genètica. Els mascles no castrats són afectats de manera significativa, mentre que les femelles esterilitzades són les menys afectades (els canvis conductuals d'aquestes disminueixen el risc d'infecció).
Hi ha altres factors predisposants com són l'estrès i l'amuntegament. Aquests factors poden provocar una major proliferació del VPIF, afavorint així la seva mutació i l'aparició de diferents soques, fet que dificulta la lluita contra la malaltia.
La seva transmissió és horitzontal directe, principalment per via oro-fecal i també per via respiratòria, a través d'inhalació d'aerosols. És possible la transmissió indirecte per fòmits, ja que el virus es troba als exsudats i a la sang dels animals infectats. Com que presenta uns símptomes poc pronunciats és difícil de diagnosticar als exàmens clíncs.
A Espanya s'han diagnosticat casos esporàdics de la peritonitis infecciosa felina però no hi ha informació sobre la seva incidència.

## Patogènia
Cal destacar que el VPIF no representa més que una mutació patogènica més virulenta provinent del VEF (Virus Entèric Felí). Només la mutació del VEF provoca la PIF. Dit d'altra manera, la PIF és una "complicació" de la infecció pel VEF, que a més només presentarà problemes quan aquesta mutació inclogui un tropisme als macròfags del gat infectat. El contagi per coronavirus és molt senzill. El 80% dels fèlids secreten fases infeccioses del VPIF pels excrements (encara que no hagin desenvolupat la malaltia). Quan un gat ingereix el virus, aquest romandrà a la mucosa intestinal, presentant un tropisme molt marcat per les cèl·lules de l'epiteli apical intestinal madur, i en el cas més desenvolupat un tropisme també cap als macràfags. El període d'incubació del PIF pot variar depenent del tipus de simptomatologia que doni.
Un cop el coronavirus entèric felí (CVEF) és ingerit per via oral, passa pel sistema gastrointestinal i des de la llum entra a l'epiteli intestinal, lloc on duu a terme la replicació viral, causant danys en llur epiteli.
La hipòtesi inicial era que la variant de coronavirus que causava peritonitis infecciosa felina (PIF) era diferent d'aquella que causava la malaltia avirulenta entérica. No obstant, avui en dia se sap que tots els CVEF poden induir infecció sistèmica.
Actualment, existeixen dues teories per les quals es produeix la mutació del CVEF avirulent a la forma virulenta:
- La primera hipòtesi postula que es necessita una mutació interna del virus, que permetria la propagació del virus a través de monòcits/macròfags, sortint del sistema gastrointestinal i, d'aquesta forma, produint danys sistèmics.
- La segona teoria creu que depèn de la càrrega viral individual de l'hoste (a més càrrega viral, més probabilitats que es doni una mutació espontànea), a més de la mateixa immunitat present en el moment inicial de la infecció amb CVEF.

El VPIF presenta tropisme sobretot als monòcits i, en resposta, aquests alliberaran citocines com TNF-ALFA i IL-1, que sobreestimulen l'expressió d'adhesines endotelials. Quan el monòcit contacta amb aquestes adhesines queda adherit a l'endoteli. En ocórrer aquest fet es permet la diapèdesi i, per tant, hi ha filtrat del plasma cap a fora dels vasos. Alhora, aquestes citocines atrauen a més monòcits i altres cèl·lules del sistema immunitari que s'acumulen determinant una inflamació granulomatosa i formen piogranuloma perivascular (lesió típica del PIF), degut al dipòsit de complexos antigen-anticòs (immunocomplexes) a l'endoteli de les vènules. L'intens dany vascular resulta en la inflamació perivascular mediada pel Sistema de Complement.
Segons la resposta immunitària cel·lular que expressi l'animal es podrà definir si tindrà lloc molta o poca replicació viral, definint així el tipus de forma que prendrà la malaltia (humida o seca). Com en la majoria d'infeccions víriques, la resposta humoral és inefectiva en prevenir el desenvolupament de la PIF.

## Resposta immunitària contra el VPIF
Posteriorment a la infecció, el VPIF és detectat pel sistema immunitari del gat i aquest lluitarà contra el virus. La resposta immunitària pot ser passiva (en gats joves) o activa.
- Pasiva: Els anticossos materns provinents del calostre (immunització vertical) protegiran de la infecció fins a les 5-6 setmanes de vida. A les 8 setmanes, aquesta immunització es torna inefectiva i insuficient.
- Activa: pot ser per resposta Cel·lular (limfòcits T) i/o Humoral (limfòcits B).

Resposta Cel·lular: és la que tindrà més importància en la resposta enfront l'infecció viral (intracel·lular). L'activitat citotòxica específica dels limfòcits T CD8+ i la inespecífica de les Natural Killer destruiran les cèl·lules infectades. Els limfòcits T CD4+ són necessaris per a la divisió i proliferació dels CD8+.
Resposta Humoral: és protagonitzada pels limfòcits B, productors d'anticossos (immunoglobulines). Aquesta resposta és poc important, ja que davant una infecció intracel·lular l'únic àmbit en el qual poden actuar és en la neutralització dels virions en el pas d'una cèl·lula a una altra. Malgrat tot, sembla que en comptes d'alleujar la infecció, la presència d'anticossos provoca un efecte contrari. La unió anticòs-virus prevé efectivament de l'entrada d'aquest a la cèl·lula, però es produeix secundàriament un augment de la fagocitosi dels macròfags, cèl·lules a les quals afecta principalment el VPIF. Aquest efecte es coneix com a “Ampliació depenent d'anticossos”.

## Signes clínics
La visió clínica d'aquesta malaltia és molt variable encara que normalment els primers símptomes que es poden apreciar són la debilitat generalitzada, dolor muscular, febre fluctuant, manca de gana i baixada de pes. Posteriorment, depenent de la immunitat de l'hoste, podem trobar dos quadres clínics: el sec i l'humit. A vegades es poden presentar els dos alhora o fins i tot una forma nodular entèrica, que és poc freqüent, però que es pot donar en gats joves i es caracteritza per la presència de vòmits i diarrees de caràcter violent.
- La forma humida de PIF es caracteritza per una acumulació de líquid a l'abdomen, o menys comunament al tòrax. A principis de la malaltia, el gat mostra símptomes similars a la forma seca, entre ells pèrdua de pes, febre, pèrdua de gana i letargia. La forma humida de la malaltia sovint progressa ràpidament, i es produeix vasculitis al peritoneu, pleura visceral i oment a causa de la sortida de líquid ric en proteïna i fibrina, de color groguenc i d'un aspecte viscós. La cavitat pleural es veu també afectada i conseqüentment pot ocasionar tos i dispnea al gat per l'acumulació excessiva de líquid que pot resultar un inconvenient al gat per a respirar amb normalitat. Es produeix distensió a la cavitat abdominal degut als més de 500 ml de líquid que es poden acumular (en un gat mitjà), fet que produirà una ràpida inflamació en la zona del ventre.
- En la forma seca de PIF es destaca principalment la presència del virus en diferents òrgans sense que hi hagi excessiu fluid ascític. Es caracteritza per marcades lesions granulomatoses que afecten òrgans de la cavitat abdominal, al SNC i als ulls. Es poden observar lesions a òrgans parenquimatosos com ara ronyó, fetge i també ganglis mesentèrics. Poden detectar-se per palpació o laparotomia. Les lesions en pulmó es poden manifestar com a pneumònia granulomatosa amb tos persistent sense notable dispnea. Pel que fa al SNC, el gat pot presentar paraplegia, convulsions i alteracions del comportament. Pot presentar també diferents signes oculars. Així doncs, els ulls es poden veure afectats amb enterboliment de l'humor aquós i vitri i sovint hemorràgies a la retina. Presenta la mateixa simptomatologia clínica que la forma humida, però sense la presència de líquid a l'abdomen i tòrax, cosa que dificulta encara més el diagnòstic. Hi ha pèrdua de pes, depressió, anèmia i febre. Les lesions se situen sobretot a la superfície d'òrgans.

## Diagnòstic
El diagnòstic de PIF hauria de ser relativament simple degut a la seva afinitat per fèlids joves, a la tendència a afectar conjunts d'individus i a les nombroses anomalies característiques de laboratori. No obstant, segueix sent difícil degut a la invasivitat que implica prendre mostres per biòpsia d'animals malalts.

### Laboratori
El recompte de leucòcits pot estar elevat o disminuït. Trobar limfopènia és comú degut a l'apoptosi produïda per l'alliberació de TNF-alfa per part dels macròfags infectats. L'anomalia més comuna trobada en perfils bioquímics d'animals infectats és una hiperproteïnèmia total sèrica, amb increment de gamma-globulines. La proporció albúmina/globuna té un valor diagnòstic molt més alt que el mesurament individual de proteïnes plasmàtiques totals o gamma-globulines.
Una hiperbilirrubinèmia en absència d'icterícia, hemòlisi, dany hepàtic i/o colestiu és una troballa comuna en gats amb PIF, especialment en la forma efusiva.

### Examen d'efusions
Les efusions són usualment grogues i de caràcter viscós amb un contingut proteic bastant alt. Si existeixen efusions, cal que siguin sempre analitzades, ja que el valor diag
nostic de la prova és més elevat que en les realitzades en sang, a més, no és una tècnica invasiva ni complicada.

### Serologia
El mesurament de títols d'anticòs (maxima dilució de serum en la qual trobem anticossos) és una eina extensament utilitzada però que no distingeix entre CVEF I VPIF, tot i que títols molt alts són molt suggestius a PIF i títols negatius solen descartar-la. S'ha demostrat que en gats amb PIF fulminant, els títols disminueixen terminalment. Això podria ser perquè grans quantitats del virus estan unides a anticossos, deixant poc per la unió amb l'antigen del test; o perquè es perden en l'efusió quan les proteïnes són translocades durant la vasculitis.
La serologia empra tècniques de diagnòstic que mai seran suficients per poder confirmar la malaltia.

### Proteïna de fase aguda
Són un llarg i variat grup de glipoproteînes del sèrum, les quals incrementen o disminueixen la seva concentració durant certs trastorns inflamatoris. Algunes com l'alfa-1-àcid glicoproteïna i el sèrum amiloide augmenten la seva concentració en infecció i inflamació i poden ser un mètode de facilitació del diagnòstic.

### Immunotinció
És la millor prova per diagnosticar PIF i consisteix a detectar la presència d'antígens de CVEF en macròfags, utilitzant immunofluorescència (en macròfags d'efusions) o immunohistoquímica (en macròfags de teixits). La tècnica, que no distingeix entre el CVEF inou i el causant de PIF, funciona només davant grans quantitats de macròfags afectats, característica típica de PIF.
En immunofluorescència, el valor predictiu positiu de la prova és de 100% pel diagnòstic de PIF però el valor predictiu negatiu és més baix, rondant el 60%. En immunohistoquímica de teixits calen mètodes invasius per l'obtenció de mostres.

## Tractament
No existeix un tractament específic, ja que la malaltia és sempre fatal una vegada s'inicia. No obstant, l'objectiu de l'aplicació d'un tractament per a la PIF és principalment regular la resposta immunitària al FCoV i a la inflamació.
El que s'ha aconseguit, és prolongar la vida i induir la reemissió de la malaltia aplicant un tractament pal·liatiu per tal de reduir la inflamació que causa el sistema immunitari per eliminar el virus. En termes generals, això es basa en la combinació de: glucocorticoides (prednisolona o Pentoxifylline), Citotoxics com la Ciclofosfamida (immunosupressor, antineoplàstic), antibiòtics d'ampli espectre per tractar infeccions bacterianes secundàries (amoxicilina o doxiciclina), inmunoestimulants de la resposta cel·lular (interferons) i vitamines (A i E; funció vasculoprotecores).
Quan la malaltia es troba només en els ulls, cal aplicar un tractament amb glucocorticoids oftàlmics tòpics, sempre complementat amb teràpia sistèmica.
És important assegurar-se que l'animal manté la hidratació i la ingesta de menjar adequada, ja que cal aplicar tractament només en aquells animals que conserven la gana i no presentats signes nerviosos. La revisió dels resultats es sol dur a terme després de 2-4 setmanes. En funció de la resposta observada, aturar el tractament o continuar fins a tres mesos més.

## Control i Profilaxi
La infecció per CVEF és ubiqua i particularment freqüent en entorns amb gran densitat de felins. Només una part dels individus infectats desenvoluparà PIF. L'estrès predisposa als fèlids a la infecció.
El CVEF pot sobreviure uns dos mesos en entorns secs, però s'inactiva ràpidament amb detergents i desinfectants. Les femtes dels animals que eliminen els virus són la principal font d'infecció per CVEF i, en canvi, transmissió a través de la saliva o durant la gestació no són comunes. Els individus infectats comencen a eliminar el virus durant la primera setmana posterior a la infecció i segueixen fent-ho durant setmanes a mesos, a vegades inclús durant tota la seva vida.
La prevenció de la PIF en col·lectivitats felines s'ha de basar en el control de l'ambient i en evitar l'amuntegament, la desnutrició i l'estrès ambiental en aquells grups on existeixi Coronavirus. En poblacions negatives a Coronavirus mai es podran veure casos de PIF.
En poblacions amb presència de Coronavirus es veuran més casos de PIF com més desfavorables siguin les condicions ambientals i més immunosuprimits estiguin els gats, ja que no podrien lluitar de forma efectiva contra la forma virulenta del virus.
Actualment, existeix una vacuna intranasal que produeix immunitat local i, a més, indueix resposta immunitària cel·lular. Per assolir una bona protecció cal que aquesta sigui administrada bidosi a les setmanes 16 (la primera dosi) i 19 (la segona) de vida de l'animal. L'ús d'aquesta vacuna de forma sistemàtica i rutinària no està recomanada, ja que no prevé del desenvolupament del PIF en fèlids ja portadors del Coronavirus. No obstant, la vacuna pot ser útil per prevenir la infecció en cries que entren en una col·lectivitat en la qual existeix la presència del Coronavirus, per exemple, refugis o protectores. Per tant, la vacuna hauria d'utilitzar-se en gats seronegatius.